# Дженні Бенсон
Дженні Бенсон (англ. Jenny Benson; нар. 25 січня 1978 Фаунтейн-Веллі, США) — американська футболістка, колишній гравець національної збірної США.

## Біографія
Почала грати у футбол 1996 року у університетській команді «Небраска Корнгаскерс», за яку провела 92 матчі та забила 26 голів. З 2001 року грала за клуб «Філадельфія Чардж» у Women's United Soccer Association, де провела усі три сезони і покинула її після розформування в кінці сезону 2013.
У 2004 році виступала в чемпіонат Росії за «Енергію» (Воронеж), ставши бронзовим призером чемпіонату.
2005 року грала за «Нью-Джерсі Вайлдкетс» у USL W-League, другому за рівнем жіночому дивізіоні США, вигравши його.

## Статистика
| Збірна | Рік  | Статистика виступів | Статистика виступів | Статистика виступів | Статистика виступів | Статистика виступів |
| Збірна | Рік  | Ігор                | Старт               | Хвилин              | Голи                | Асистент            |
| ------ | ---- | ------------------- | ------------------- | ------------------- | ------------------- | ------------------- |
| США    | 2001 | 1                   | 0                   | 22                  | 0                   | 0                   |
| США    | 2002 | 4                   | 3                   | 255                 | 0                   | 1                   |
| США    | 2003 | 3                   | 2                   | 161                 | 0                   | 0                   |
| РАЗОМ  | 3    | 8                   | 5                   | 438                 | 0                   | 1                   |

## Футбольні досягнення

### Командні
- Срібний призер Чемпіонату США (1): 2002[en]
- Бронзовий призер Чемпіонату Росії (1): 2004
- Переможець USL W-League (1): 2005[en]

### Особисті
- Забила 4 м'ячі у Кубку УЄФА в сезоні 2004/2005 років виступаючи за «Енергію» (Воронеж)[1]